# Liste des tournées de Shy'm
 (juillet 2022).

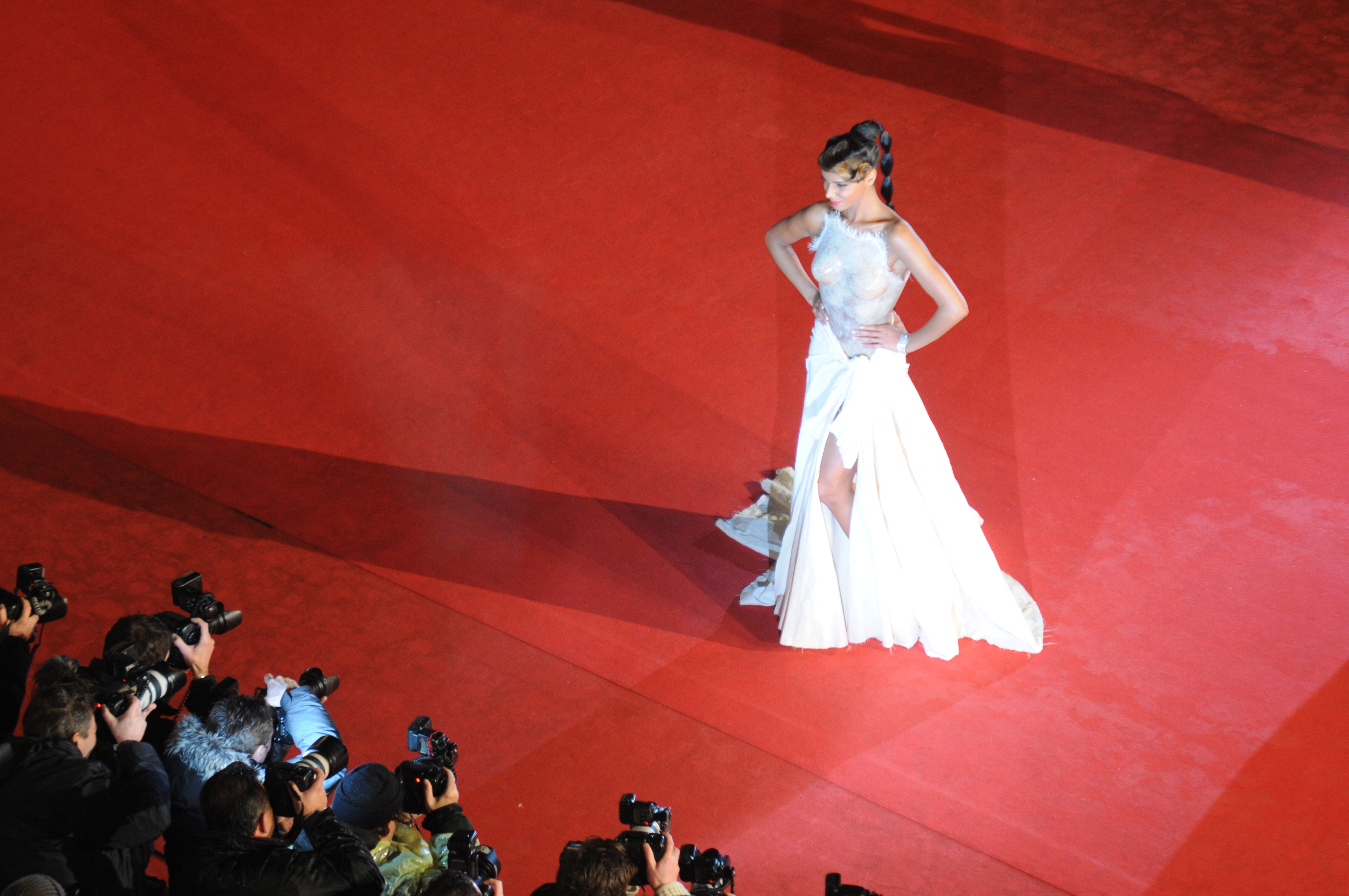
Shy'm lors des NRJ Music Awards 2012.

La chanteuse française Shy'm a réalisé quatre tournées en tête d'affiche : Shimi Tour, Paradoxale Tour, Concerts Exceptionnels et Agapé Tour. Avant de se lancer en solo, elle participe d’abord à une tournée commune avec Sandi Thom, organisée par , du 24 mai au 16 juin 2007, afin de promouvoir son premier album Mes fantaisies. Elle se produit également sur la scène de l’Olympia le 27 novembre 2007.
C’est en 2011 qu’elle entame sa première véritable tournée en tête d’affiche, le Shimi Tour, conçu pour promouvoir son troisième album Prendre l’air, avant de s’étendre à son quatrième opus, Caméléon, en 2012. Après deux ans d’absence, elle revient en 2015 avec le Paradoxale Tour, une tournée marquant une évolution vers un univers plus mature, sombre et sensuel. La troisième partie du spectacle est réadaptée pour inclure les titres inédits du best-of À nos dix ans.
En 2017, elle prévoit une série de Concerts Exceptionnels, un format plus intimiste et épuré, avant d’être reportée à 2018. Enfin, en 2019, Shy’m lance sa quatrième tournée, Agape Tour, une production spectaculaire à l’américaine, où elle est accompagnée de danseurs et de choristes, afin de promouvoir son septième album Agapé.

## Shimi Tour
Tournées par Shy'm
Paradoxale Tour
(2015)
La chanteuse évolue avec ses danseurs sur une scène parsemée des lettres « S », « H », « Y », « M » dans un univers coloré et mutin. Le show débute avec la chanteuse assise sur un cerceau lumineux et elle s’envole au dessus du public lors de la chanson Contrôle.
Le 2 février 2013, l'enregistrement du concert à Paris Bercy est diffusé au cinéma parisien Le Grand Rex puis est diffusé le 21 février 2013 sur NRJ 12 avant d’être proposé en DVD de la seconde réédition de l'album Caméléon le 20 mai 2013.

### Synopsis du concert
Le Shimi Tour commence dans l’obscurité totale, sur une introduction musicale électronique. Les danseurs s’installent progressivement sur scène alors que le rideau tombe, révélant Shy’m suspendue au-dessus de la scène, assise sur un cerceau lumineux. Elle entonne Ma Peur pendant que la structure descend lentement jusqu’au sol.
Arrivée sur scène, elle enchaîne avec Je Sais, puis Victoire, soutenue par une mise en scène dynamique. L’arrière-plan est occupé par un grand écran vidéo, tandis que les lettres géantes S – H – Y – M sont disposées autour du plateau. Une avancée centrale permet à la chanteuse de s’approcher du public.
Après quelques mots de bienvenue, Shy’m interprète Femme de Couleur, dans une version live rythmée et dansante. Les projections visuelles mettent en scène un visage féminin stylisé, se transformant en temps réel. Elle enchaîne ensuite avec En Plein Cœur, qu’elle chante seule derrière un micro fixe, éclairée par des faisceaux lumineux qui centrent toute l’attention sur elle.
L’ambiance change brusquement avec Et Alors !, un tableau électrisant mêlant lasers, chorégraphies rapides et projections colorées. Elle poursuit avec On n’a pas tout notre temps, vêtue d’une longue robe noire, plongée dans une lumière bleue crépusculaire.
La deuxième partie du concert s’ouvre sur un enchaînement de ballades. Shy’m revient pour T’es Parti, vêtue d’une tenue noire sophistiquée. Elle poursuit avec Et Si, puis Prendre l’air, dont elle reprend la chorégraphie emblématique dans un moment plus décontracté.
Le show gagne en intensité avec J’entends Encore Les Mots, réinterprété avec une orchestration plus percussive et une chorégraphie énergique. Puis vient un des moments les plus marquants du spectacle : Contrôle. Équipée de câbles, Shy’m s’élève au-dessus de la fosse et réalise une performance aérienne chorégraphiée, survolant la salle à grande vitesse. À la fin du morceau, elle redescend sur scène sous une ovation générale. Elle enchaîne avec Rêves d’Enfants, interprétée avec émotion.
Lors de la troisième partie, Shy’m rejoint ses musiciens au bout de l’avancée scénique pour un segment acoustique. Elle commence avec une version allégée de On Se Fout de Nous, suivie de Petite Marie de Francis Cabrel, Do It Like A Dude de Jessie J., Alors On Danse de Stromae, et La Javanaise de Serge Gainsbourg.
Le tableau s’achève dans une interaction participative avec le public : Shy’m les invite à reprendre le refrain de On Se Fout De Nous a cappella, avant de quitter la scène discrètement.
Le quatrième acte commence avec un interlude musical façon défilé de mode introduit le tableau suivant. Les danseurs paradent sur scène, avant le retour de Shy’m, debout sur un gâteau géant, pour interpréter Si Tu Savais. Elle porte alors une robe en peluche et une perruque bicolore, dans une mise en scène décalée et festive.
L’ambiance change à nouveau avec Sur La Route, moment plus détendu marqué par la présence de son mentor K-Maro. Ensemble, ils interprètent quelques lignes du titre dans une atmosphère chaleureuse et complice.
La tension remonte lors de la cinquième partie du show avec #ShimiSoldiers, hymne fédérateur du show, porté par une chorégraphie puissante et une interaction directe avec le public. Le tableau se poursuit avec Je Suis Moi, qui agit comme un pré-final. Le morceau s’étire avec une séquence de démonstration technique des danseurs, à laquelle Shy’m participe brièvement, avant que toute la troupe ne quitte la scène.
Après quelques instants d’obscurité, Shy’m revient pour le rappel sur scène pour En Apesanteur, de Calogero. Ce moment sert également de présentation de son équipe : chaque musicien est mis à l’honneur via un court solo. La chanteuse profite de ce tableau pour saluer son équipe, son public et conclure son show en intensité.
Le spectacle se termine avec Tourne, dans une explosion d’énergie. Confettis, chorégraphie finale, ambiance de fête et dernière communion avec le public. Le concert s’achève sur cette ultime montée, bouclant deux heures de performance scénique dense et visuellement riche.

### Dates
| Date                           | Ville                          | Pays                           | Lieu                           |
| Partie 1 : Tournée des Zéniths | Partie 1 : Tournée des Zéniths | Partie 1 : Tournée des Zéniths | Partie 1 : Tournée des Zéniths |
| ------------------------------ | ------------------------------ | ------------------------------ | ------------------------------ |
| 20 décembre 2011               | Paris                          | France                         | Zénith de Paris                |
| 22 décembre 2011               | Genève                         | Suisse                         | Palexpo                        |
| 5 mars 2012                    | Limoges                        | France                         | Zénith Limoges Métropole       |
| 6 mars 2012                    | Toulouse                       | France                         | Zénith de Toulouse Métropole   |
| 8 mars 2012                    | Rouen                          | France                         | Zénith de Rouen                |
| 10 mars 2012                   | Tours                          | France                         | Grand Hall                     |
| 13 mars 2012                   | Nantes                         | France                         | Zénith de Nantes Métropole     |
| 16 mars 2012                   | Marseille                      | France                         | Le Silo                        |
| 17 mars 2012                   | Marseille                      | France                         | Le Silo                        |
| 18 mars 2012                   | Dijon                          | France                         | Zénith de Dijon                |
| 19 mars 2012                   | Strasbourg                     | France                         | Zénith Strasbourg Europe       |
| 20 mars 2012                   | Nancy                          | France                         | Zénith de Nancy                |
| 22 mars 2012                   | Lille                          | France                         | Zénith de Lille                |
| 23 mars 2012                   | Bruxelles                      | Belgique                       | Forest National                |
| 24 mars 2012                   | Amnéville                      | France                         | Galaxie                        |
| 26 mars 2012                   | Montpellier                    | France                         | Zénith Sud                     |
| 27 mars 2012                   | Lyon                           | France                         | Halle Tony-Garnier             |
| 28 mars 2012                   | Clermont-Ferrand               | France                         | Zénith d'Auvergne              |
| 30 mars 2012                   | Paris                          | France                         | Zénith de Paris                |
| 3 avril 2012                   | Orléans                        | France                         | Zénith d'Orléans               |
| 4 avril 2012                   | Le Mans                        | France                         | Antares                        |
| 5 avril 2012                   | Amiens                         | France                         | Zénith d'Amiens                |
| 12 avril 2012                  | Grenoble                       | France                         | Le Summum                      |
| 13 avril 2012                  | Montbéliard                    | France                         | Axone                          |
| 14 avril 2012                  | Châtel                         | France                         | Parking du Linga               |
| Partie 2 : Tournée estivale    |                                |                                |                                |
| 9 juin 2012                    | Montereau-Fault-Yonne          | France                         | Festival Montereau Confluences |
| 13 juin 2012                   | Rennes                         | France                         | Le Liberté                     |
| 15 juin 2012                   | Beauvais                       | France                         | Elispace                       |
| 16 juin 2012                   | Courseulles-sur-Mer            | France                         | Festival Rire & Pop            |
| 17 juin 2012                   | Le Havre                       | France                         | Salle des Docks Océane         |
| 22 juin 2012                   | Angoulême                      | France                         | Espace Carat                   |
| 23 juin 2012                   | Boulazac                       | France                         | Le Palio                       |
| 24 juin 2012                   | Bordeaux                       | France                         | La Patinoire                   |
| 26 juin 2012                   | Mâcon                          | France                         | Le Spot                        |
| 29 juin 2012                   | Troyes                         | France                         | Le Cube                        |
| 30 juin 2012                   | Épernay                        | France                         | Le Millesium                   |
| 6 juillet 2012                 | Brignoles                      | France                         | Festival des Garrigues         |
| 7 juillet 2012                 | Sainte-Maxime                  | France                         | Théâtre de la Mer              |
| 12 juillet 2012                | Paris                          | France                         | Orange RockCorps               |
| 4 août 2012                    | Colmar                         | France                         | Foire aux vins d'Alsace        |
| 7 septembre 2012               | Saint-Paul (La Réunion)        | France                         | WAYO Festival                  |
| Partie 3 : Shimi Tour 3.0      |                                |                                |                                |
| 30 novembre 2012               | Saint-Étienne                  | France                         | Zénith Saint-Étienne Métropole |
| 4 décembre 2012                | Nice                           | France                         | Palais Nikaïa                  |
| 5 décembre 2012                | Gap                            | France                         | Le Quattro                     |
| 7 décembre 2012                | Genève                         | Suisse                         | Palexpo                        |
| 10 décembre 2012               | Lille                          | France                         | Zénith de Lille                |
| 12 décembre 2012               | Nantes                         | France                         | Zénith de Nantes Métropole     |
| 14 décembre 2012               | Toulouse                       | France                         | Zénith de Toulouse Métropole   |
| 15 décembre 2012               | Longjumeau                     | France                         | Théâtre municipal              |
| 16 décembre 2012               | Yerres                         | France                         | CEC                            |
| 4 janvier 2013                 | Paris                          | France                         | Bercy                          |

## Paradoxale Tour
Tournées par Shy'm
Shimi Tour
(2011 - 2013) Concerts Exceptionnels
(2018)
Le Paradoxale Tour est la seconde tournée de la chanteuse Shy’m, faisant la promotion de son cinquième album studio, Solitaire. Débutée le 27 mars 2015 à Clermont-Ferrand et terminé le 24 novembre 2015 à Montpellier, la tournée a visité la France, la Suisse et la Belgique.
Le concert, mis en scène par le chorégraphe Hakim Gorab, est divisé en six tableaux visuels et musicaux dépeignant l'introspection de la chanteuse vers sa quête de liberté, de respect, de partage, en plaçant la femme au cœur de sa préoccupation.
La chanteuse, ses danseurs et ses musiciens évoluent autour d’un immense cube lumineux dans un décor épuré avec des immenses projections vidéos représentant différents décors. Sexy mais pas vulgaire, les tenues de scènes sont très structurées, souvent unies ou bicolores et futuristes.
La première partie est assurée par la chanteuse Aria Crescendo qui a la particularité d’intervenir lors du quatrième tableau du show et non avant le début du show comme cela se fait habituellement.

### La scène
La scène est composée d'un écran triptyque sur le fond du plateau, les musiciens sont repartis à gauche et à droite de la scène et au centre, un cube semi-transparent, dans lequel Shy’m évolue durant l'acte 1 du show.

### Synopsis du concert
- Si vous ne connaissez pas le sujet, laissez ce bandeau (vous pouvez alors contacter les auteurs).
- Si vous supprimez le contenu mis en cause (vous pouvez préalablement contacter les auteurs),

argumentez précisément cette suppression dans la page de discussion
(un manque de référence n'est pas un argument ; une recherche réelle de référence doit avoir été effectuée, être formellement documentée).
Le show commence avec un texte écrit par Shy'm au sujet de la liberté projeté sur le rideau fermé.
L'introduction démarre avec un compte à rebours qui apparaît sur le rideau et suivi de mots-clés du texte précédent alternés par des fragments de visuels de la chanteuse. Lorsque le rideau se lève, on aperçoit les quatre musiciens répartis sur la scène et la silhouette de la chanteuse apparaît à l'intérieur d’un immense cube semi-transparent. La musique devient de plus en plus présente et introduit les premières notes de Black Marilyn. Le premier costume de scène de la chanteuse est une longue robe noire et blanche très échancrée des deux côtés suggérée par les jeux de lumières avant que la tenue ne soit complètement révélée lorsqu’elle sort du cube pour interpréter J’te Déteste aux côtés de clone virtuel projeté sur le cube avec lequel elle interprète une chorégraphie.
Pour la seconde partie, Shy'm arbore une robe tropicale transparente pour chanter ses premiers titres : Femme de couleur, où elle est rejointe par ses danseurs, Victoire, où est projeté un medley de ses clips, La première fois, sous une projection de pluie, pour finir sur Je sais. Elle est ensuite rejointe par la chanteuse Aria Crescendo qui assure la première partie du show pour chanter en duo Prendre l'air.  Aria enchaine ensuite son single Astrolove tandis que Shy'm quitte la scène et part se changer. Shy'm et ses deux danseurs, apparaissent en sous vêtements blancs et tee-shirt transparents pour interpréter un ballet contemporain puis repartent en coulisses pendant qu'un nouvel interlude musical est diffusé : Save My Way.
Pour la dernière partie, Shy'm réapparait vêtue d'une robe noire et interprète sa reprise de Calogero : En apesanteur devant un fond « interstellaire ». La chanteuse enchaîne ensuite sur une version rock de l'Effet de serre avec une mise en scène oppressante avec de nombreux danseurs confinés dans des boîtes et projetés à l'écran. Durant cette chanson, la chanteuse est comme possédée et s’arrache sa robe noire au fur et à mesure de la chanson jusqu’à n’avoir qu’un body noir puis disparaît de scène. C’est alors que la musique de son plus gros succès, Et alors ! démarre. Les danseurs se rhabillent sur scène et enfilent des tee-shirts blancs où sont inscrits « Et alors » et la chanson démarre avec le retour de Shy’m habillée de la même tenue que ses danseurs. Lors des deux dates à Bercy, elle effectue un slam à la fin de cette chanson. Lors du Paradoxale 2.0, elle interprète Angela des Saïan Supa Crew avec ses deux danseurs et effectue un bootyshake. Le show se conclut avec la ballade Cape Town De Toi mais effectue un rappel avec Comme Ils Disent, une chanson de Charles Aznavour. Le Paradoxale Tour se termine sur un autre texte écrit par la chanteuse.
| Date                          | Ville             | Pays     | Lieu                           |
| ----------------------------- | ----------------- | -------- | ------------------------------ |
| Partie 1 : Tournée des Zénith |                   |          |                                |
| 27 mars 2015                  | Clermont-Ferrand  | France   | Zénith d'Auvergne              |
| 28 mars 2015                  | Dijon             | France   | Zénith de Dijon                |
| 30 mars 2015                  | Lyon              | France   | Halle Tony-Garnier             |
| 31 mars 2015                  | Saint-Étienne     | France   | Zénith Saint-Étienne Métropole |
| 3 avril 2015                  | Montpellier       | France   | Arena                          |
| 4 avril 2015                  | Nice              | France   | Palais Nikaïa                  |
| 5 avril 2015                  | Marseille         | France   | Le Dôme                        |
| 7 avril 2015                  | Rouen             | France   | Zénith de Rouen                |
| 8 avril 2015                  | Nantes            | France   | Zénith de Nantes Métropole     |
| 10 avril 2015                 | Bordeaux          | France   | Patinoire Meriadeck            |
| 11 avril 2015                 | Angers            | France   | Arena Loire                    |
| 12 avril 2015                 | Limoges           | France   | Zénith Limoges Métropole       |
| 14 avril 2015                 | Strasbourg        | France   | Zénith Strasbourg Europe       |
| 15 avril 2015                 | Nancy             | France   | Zénith de Nancy                |
| 17 avril 2015                 | Bruxelles         | Belgique | Forest National                |
| 18 avril 2015                 | Caen              | France   | Zénith de Caen                 |
| 21 avril 2015                 | Toulouse          | France   | Zénith de Toulouse Métropole   |
| 23 avril 2015                 | Genève            | Suisse   | Palexpo                        |
| 25 avril 2015                 | Lille             | France   | Zénith de Lille                |
| 26 avril 2015                 | Amiens            | France   | Zénith d'Amiens                |
| Partie 2 : Tournée Estivale   |                   |          |                                |
| 27 mai 2015                   | Angoulême         | France   | Parc des Expos                 |
| 5 juin 2015                   | Bourg-en-Bresse   | France   | Parc Expo                      |
| 12 juin 2015                  | Niort             | France   | L‘acclameur                    |
| 13 juin 2015                  | Aurillac          | France   | Le Prisme                      |
| 19 juin 2015                  | Châteauroux       | France   | M.A.C.H 26                     |
| 27 juin 2015                  | Saint-Dizier      | France   | Parc du Jard                   |
| 28 juin 2015                  | Petite-Forêt      | France   | Les arènes                     |
| 4 juillet 2015                | Montélimar        | France   | Stade Tropenas                 |
| 16 juillet 2015               | Valras-Plage      | France   | Espace du Ponant               |
| 18 juillet 2015               | Vienne            | France   | Théâtre Antique                |
| 23 juillet 2015               | Carcassonne       | France   | Théâtre Jean-Deschamps         |
| 12 août 2015                  | Brando            | France   | Amphithéâtre d'Erbalunga       |
| 15 août 2015                  | Avenches          | Suisse   | Arène d'Avenches               |
| 28 août 2015                  | Narbonne          | France   | Barques en scène               |
| Partie 3 : À nos 10 ans       |                   |          |                                |
| 26 septembre 2015             | Tours             | France   | Place Anatole France           |
| 30 septembre 2015             | Brest             | France   | Brest Arena                    |
| 2 octobre 2015                | Orléans           | France   | Zénith d'Orléans               |
| 3 octobre 2015                | Longuenesse       | France   | Sceneo                         |
| 7 octobre 2015                | Le Mans           | France   | Antarès                        |
| 10 octobre 2015               | Pau               | France   | Zénith de Pau                  |
| 13 octobre 2015               | Rennes            | France   | La Liberté                     |
| 26 octobre 2015               | Tinqueux          | France   | Kabaret Champagne Music Hall   |
| 29 octobre 2015               | L'Isle-d'Espagnac | France   | Parc des Expos                 |
| 5 novembre 2015               | Roanne            | France   | Scarabée                       |
| 7 novembre 2015               | Grenoble          | France   | Summum                         |
| 11 novembre 2015              | Lyon              | France   | Casino Le Lyon Vert            |
| 17 novembre 2015              | Paris             | France   | Bercy                          |
| 18 novembre 2015              | Paris             | France   | Bercy                          |
| 20 novembre 2015              | Nantes            | France   | Place Graslin                  |
| 24 novembre 2015              | Montpellier       | France   | Piscine Olympique Antigone     |

## Concerts exceptionnels
Tournées par Shy'm
Paradoxale Tour (2015) Agapé Tour (2019)
Après avoir été la plus jeune artiste à avoir joué 3 fois à Paris Bercy et des centaines de Zeniths partout en Europe, Shy’m décide d’offrir à son public quelques soirées exceptionnelles à ses fans pour fêter ses 12 ans de carrière ainsi que la sortie de son nouvel album, Héros. Pour La première fois, la chanteuse se retrouve seule accompagnée de ses musiciens pour un show intimiste et épuré aux antipodes des deux précédentes tournées.

### Déroulé du concert
Contrairement aux deux premières tournée, le show se veut plus minimaliste. Aussi, la décoration de la scène se résume à quelques néons et réflecteurs de lumière autour de la chanteuse, accompagnée de quatre musiciens. De même, la chanteuse n’enchaîne pas différentes tenue. Elle porte tout le long du concert une tenue de sport en cuir noir très sexy qu’elle camoufle lors des deux premières chansons par un peignoir à capuche. Le show est dynamique et rythmée mais coupé par une partie acoustique lorsque son ami danseur, Zack Benitez, monte sur scène pour interpréter un ballet contemporain sur le titre « Si Tu M’aimes Encore ». Lors de ses concerts à Paris, la chanteuse invite son père sur scène pour interpréter le titre « Madinina ».
| 2 mars 2018                 | Beauvais             | France              | [ 15 ]                                    |
| 3 mars 2018                 | Lille                | France              | Théâtre Sebastopol                        |
| 6 mars 2018                 | Paris                | France              | Les Folies Bergère                        |
| 7 mars 2018                 | Paris                | France              | Les Folies Bergère                        |
| 8 mars 2018                 | Paris                | France              | Les Folies Bergère                        |
| 10 mars 2018                | Yerres               | France              | Théâtre / C.E.C                           |
| 17 mars 2018                | Forges-les-eaux      | France              | [ 15 ]                                    |
| 22 mars 2018                | Tours                | France              | [ 15 ]                                    |
| 23 mars 2018                | Longjumeau           | France              | Théâtre de Longjumeau                     |
| 25 mars 2018                | Marseille            | France              | Le Silo                                   |
| 30 mars 2018                | Lyon                 | France              | Bourse du travail                         |
| 27 avril 2018               | Liège                | Belgique            | Le Forum                                  |
| 28 avril 2018               | Luxembourg           | Luxembourg          | Casino 2000                               |
| 12 mai 2018                 | Gray                 | France              | Halle Sauzay                              |
| 18 mai 2018                 | Nantes               | France              | Cité Des Congrès                          |
| 24 mai 2018                 | Lausanne             | Suisse              | Métropole                                 |
| 25 mai 2018                 | Ludres               | France              | Espace Chaudeau                           |
| 26 mai 2018                 | Tours                | France              | [ 15 ]                                    |
| 29 mai 2018                 | Toulouse             | France              | Casino Théâtre Barriere                   |
| 30 mai 2018                 | Bordeaux             | France              | Théâtre Fémina                            |
| 1er juin 2018               | Le Havre             | France              | [ 15 ]                                    |
| 2 juin 2018                 | Vitry-sur-Seine      | France              | Stade Joliot-Curie                        |
| Partie 2 : Tournée Estivale |                      |                     |                                           |
| 21 juin 2018                | Évry                 | France              | Place des Droits de l'Homme et du Citoyen |
| 24 juin 2018                | Hautmont             | France              | Festival Hautmont Belle Île               |
| 1er juillet 2018            | Longuenesse          | France              | Parc de l'Hôtel de Ville                  |
| 8 juillet 2018              | Somain               | France              | Base de Loisirs Anne Frank                |
| 10 juillet 2018             | Juan-les-Pins        | France              | Pinède-Gould                              |
| 13 juillet 2018             | Saint-Amand-les-Eaux | France              | Parc de la Scarpe                         |
| 15 juillet 2018             | Hénin-Beaumont       | France              | Place de la République                    |
| 21 juillet 2018             | Vienne               | France              | Théâtre Antique                           |
| 25 juillet 2018             | Cherbourg            | France              | Place de Gaulle                           |
| 26 juillet 2018             | La Tranche-sur-Mer   | France              | Parking de la Grière                      |
| 8 août 2018                 | Martigues            | France              | Halle de Martigues                        |
| 15 août 2018                | Fresnes-sur-Escaut   | France              | Place Vaillant Couturier                  |
| 25 août 2018                | Dreux                | France              | Plein Air                                 |
| 31 août 2018                | Aywaille             | Belgique            | Centre Recreatif De Remouchamps           |
| 4 septembre 2018            | Douai                | France              | Foire de Douai                            |
| 15 septembre 2018           | Val-de-Reuil         | France              | Fête de la ville                          |
| 21 septembre 2018           | Tahiti               | Polynésie française | Place Toata                               |

## Agapé Tour
Tournées par Shy'm
Concerts exceptionnels (2018)
Un an après ses concerts exceptionnels pendant laquelle Shy’m était seule avec ses musiciens, la chanteuse a souhaité retrouver le vertige des grandes salles et la démesure des grandes scènes des Zéniths. Pour ce faire, elle a imaginé un spectacle urbain euphorisé, décoré, chorégraphié.
Accompagnée de huit danseurs et deux choristes, Shy’m se livre à cœur ouvert en interprétant les titres confessions de son dernier album. La chanteuse évolue sur une grande scène comportant une avancée ainsi qu’un immense échafaudage de 2 étages. Le show comporte de nombreux jeux de lumières et la chanteuse et les danseurs portent des costumes qui sont très moderne et urbain.

### La scène
Tout comme le Shimi Tour, la scène a à nouveau une avancée disposée au milieu de la salle et entourée par les spectateurs. Un immense échafaudage de trois niveaux est disposé sur le fond de la scène où évolue la chanteuse, les danseurs et les choristes.

### Déroulé du concert
La tournée a débuté le 7 juin 2019 en France pour 20 représentations.
La première partie du show est assurée par le chanteur Atim.
C'est derrière un rideau géant, diffusant des jeux d’ombres de danseurs dansant au sol sur une musique electro qu'elle se cache. La musique s’arrête, le rideau tombant et on entend un écho se répétait Absolem... Absolem... Absolem... La chanteuse apparaît pour chanter Absolem, une chanson confession de 8 minutes qu’elle fait à son public accompagnée par des lumières, des danseurs qui mettent tout encore plus en valeur.
| Date                          | Ville                | Pays     | Lieu                   |
| ----------------------------- | -------------------- | -------- | ---------------------- |
| Partie 1 : Tournée des Zénith |                      |          |                        |
| 7 juin 2019                   | Nantes               | France   | Zénith                 |
| 8 juin 2019                   | Bordeaux             | France   | Arkéa Arena            |
| 9 juin 2019                   | Toulouse             | France   | Zénith                 |
| 14 juin 2019                  | Amnéville            | France   | Galaxie                |
| 15 juin 2019                  | Lyon                 | France   | Halle Tony Garnier     |
| 16 juin 2019                  | Genève               | Suisse   | Arena                  |
| 20 juin 2019                  | Bruxelles            | Belgique | Cirque Royal           |
| 22 juin 2019                  | Paris                | France   | Palais des Sports      |
| 23 juin 2019                  | Lille                | France   | Zénith                 |
| 28 juin 2019                  | Marseille            | France   | Le Dôme                |
| 29 juin 2019                  | Montpellier          | France   | Le Zénith Sud          |
| Partie 2 : Tournée Estivale   |                      |          |                        |
| 3 juillet 2019                | Dammarie-Les-Lys     | France   | EPB La Cartonnerie     |
| 12 juillet 2019               | Bruay-la-Buissière   | France   | Parc de Lavolville     |
| 25 juillet 2019               | Luc-sur-mer          | France   | Esplanade du Casino    |
| 26 juillet 2019               | Marignane            | France   | Auditorum Camoin       |
| 27 juillet 2019               | Pertuis              | France   | Cours de la République |
| 24 août 2019                  | Pelissanne           | France   | Esplanade de La Poste  |
| 30 août 2019                  | Chalons-en-Champagne | France   | Foire de Chalons       |
| 26 septembre 2019             | Blois                | France   | Parc des expositions   |

## Représentation unique
| Date             | Ville    | Pays   | Lieu    | Album          |
| ---------------- | -------- | ------ | ------- | -------------- |
| 27 novembre 2007 | Paris    | France | Olympia | Mes fantaisies |
| 28 avril 2010    | Montréal | Canada | Olympia | Prendre l'air  |

## Tournées promotionnelles

### Ricard SA Live Music(2007)
Afin de promouvoir son premier album, Mes fantaisies, Shy’m est partie en tournée promotionnelle sponsorisé par la société Ricard aux côtés de la chanteuse Sandi Thom sur 11 dates.
| Date         | Ville            | Pays   | Lieu                 |
| ------------ | ---------------- | ------ | -------------------- |
| 24 mai 2007  | Besançon         | France | Plein air            |
| 29 mai 2007  | Saint-Étienne    | France | Place Chavanelle     |
| 31 mai 2007  | Marseille        | France | Plein air            |
| 6 juin 2007  | Montpellier      | France | Place de l'Europe    |
| 8 juin 2007  | Clermont-Ferrand | France | Place de la Victoire |
| 12 juin 2007 | Nantes           | France | Ile Gloriette        |
| 14 juin 2007 | Amiens           | France | Parc de la Hatoie    |
| 16 juin 2007 | Le Havre         | France | Plein air            |

### K-Maro Live Tour(2007)
Afin de poursuivre la promotion de son premier  album, Mes fantaisies, Shy’m a assuré la première partie de la tournée de son mentor K-Maro.
| Date              | Ville     | Pays     | Lieu                  |
| ----------------- | --------- | -------- | --------------------- |
| 4 avril 2007      | Paris     | France   | Olympia               |
| 5 juillet 2007    | Bruxelles | Belgique | Ancienne Belgique     |
| 29 septembre 2007 | Evian     | France   | Palais des festivités |

### On trace la route(2010)
Afin de promouvoir son troisième  album, Prendre l'air, Shy’m a assuré la première partie de la tournée Christophe Maé, On trace la route, sur 5 dates dont deux Bercy.
| Date              | Ville         | Pays   | Lieu                             |
| ----------------- | ------------- | ------ | -------------------------------- |
| 29 septembre 2010 | Paris         | France | Le Réservoir                     |
| 15 octobre 2010   | Chambéry      | France | Le Phare                         |
| 16 octobre 2010   | Saint-Étienne | France | Zénith                           |
| 20 octobre 2010   | Paris         | France | Palais omnisports de Paris-Bercy |
| 21 octobre 2010   | Paris         | France | Palais omnisports de Paris-Bercy |

### Shy’m On Stage(2022)
Afin de promouvoir son single, Elle danse encore, Shy’m a assuré une mini-tournée de 8 dates de fin août à mi-novembre.
| Date              | Ville               | Pays   | Lieu                      |
| ----------------- | ------------------- | ------ | ------------------------- |
| 27 août 2022      | Pont-à-Mousson      | France | Place Duroc               |
| 2 septembre 2022  | Châteauroux         | France | Place Voltaire            |
| 10 septembre 2022 | Outarville          | France | Les Terres de Jim         |
| 15 septembre 2022 | Verdun              | France | Foire Expo                |
| 20 septembre 2022 | Colmar              | France | Théâtre de Plein Air      |
| 28 septembre 2022 | Miramas             | France | Stadium Miramas Métropole |
| 30 septembre 2022 | Cherbourg-Octeville | France | Place De Gaulle           |
| 23 novembre 2022  | Limoges             | France | Zénith                    |

## Spectacles télévisés
| Année              | Émission                              | Chaîne   | Titre(s) Joué(s)                                             |
| ------------------ | ------------------------------------- | -------- | ------------------------------------------------------------ |
| 20 octobre 2005    | Hit Machine                           | M6       | Histoire de luv' (feat K. Maro)                              |
| 16 juin 2006       | Spécial Céline Dion                   | TF1      | Femme Like U (feat K. Maro)                                  |
| 19 mai 2007        | Hit Machine                           | M6       | T'es parti                                                   |
| 21 juin 2007       | La Fête de la Musique                 | France 2 | Victoire                                                     |
| 15 novembre 2008   | NRJ Music Tour                        | NRJ Hits | Première fois                                                |
| 20 juin 2012       | Fête de la musique                    | France 2 | Et alors !                                                   |
| 28 octobre 2012    | Chabada                               | France 3 | On se fout de nous                                           |
| 20 décembre 2012   | We Love Céline                        | NRJ 12   | Et si...                                                     |
| 27 janvier 2013    | NRJ Music Awards                      | TF1      | Et alors !                                                   |
| 16 février 2013    | Champs-Élisées                        | France 2 | Et si...                                                     |
| 5 avril 2013       | Taratata                              | France 4 | On se fout de nous Hit the Road Jack                         |
| 20 décembre 2013   | 300 chœurs                            | France 3 | Désenchantée                                                 |
| Septembre 2014     | Les Années bonheur                    | France 2 | On se fout de nous Et alors ! La Malice                      |
| 10 novembre 2014   | Danse avec les Stars                  | TF1      | L'Effet de serre                                             |
| 21 novembre 2014   | La fête de la chanson française       | France 2 | L'Effet de serre                                             |
| 23 novembre 2014   | Du côté de chez Dave                  | France 3 | L'Effet de serre                                             |
| 13 décembre 2014   | NRJ Music Awards                      | TF1      | L'Effet de serre                                             |
| 25 décembre 2014   | Les Copains d'abord                   | France 2 | L'Effet de serre                                             |
| 19 octobre 2015    | C à vous                              | France 5 | Il faut vivre                                                |
| 28 décembre 2015   | Danse avec les Stars                  | TF1      | Il faut vivre                                                |
| 9 janvier 2016     | Génération Balavoine, 30 ans déjà     | TF1      | Vivre ou Survivre                                            |
| 4 février 2017     | Danse avec les stars                  | TF1      | Mayday                                                       |
| 13 juin 2017       | Les copains d’abord                   | France 2 | Si tu m’aimes encore                                         |
| 1er septembre 2017 | C à vous                              | France 5 | Si tu m’aimes encore                                         |
| 14 septembre 2017  | TPMP                                  | C8       | Si tu m’aimes encore                                         |
| 15 septembre 2017  | A nous les jeux, le grand concert     | C8       | Et alors ! Si tu m’aimes encore                              |
| 17 septembre 2017  | Les 50 chansons préférés des français | M6       | La vie en rose                                               |
| 5 octobre 2017     | Le Live de l'Appart                   | Gala.fr  | Femme de couleur Si tu m’aimes encore Héros L'Effet de serre |
| 14 octobre 2017    | Tous ensemble pour les antilles       | France 2 | Femme de couleur                                             |
| 30 novembre 2017   | 300 chœurs                            | France 3 | Si j'étais un homme Si tu m’aimes encore                     |
| 24 décembre 2017   | Les Kids United fêtent Noël           | M6       | Jingle Bell Rock                                             |
| 29 décembre 2017   | 300 chœurs                            | France 3 | Hasta Siempre                                                |
| 19 février 2018    | Les 12 coups de cœur                  | RTS Un   | Madinina                                                     |
| 4 novembre 2018    | 300 chœurs                            | France 3 | En apesanteur                                                |
| 1er décembre 2018  | Danse avec les Stars                  | TF1      | Medley                                                       |
| 9 avril 2019       | TPMP                                  | C8       | Puerto Rico                                                  |
| 7 mai 2019         | C à vous                              | France 5 | Olé Olé                                                      |
| 26 mai 2019        | On n'est pas couché                   | France 2 | Agapé                                                        |
| 15 juin 2019       | La Chanson de l'année                 | TF1      | Puerto Rico                                                  |
| 17 août 2019       | La Chanson Challenge                  | TF1      | Wannabe                                                      |
| 15 septembre 2019  | La Chanson secrète                    | TF1      | Si, maman si Puerto Rico                                     |
| 31 décembre 2019   | La Chanson française fête le 31       | France 2 | Je danse le Mia (avec Corine) Simple et funky                |
| 23 décembre 2021   | Tous ensemble contre le Cancer        | W9       | Mamma Mia Tadada Tududu                                      |